# Эймисс, Дэвид
Сэр Дэ́вид Э́нтони Э́ндрю Э́ймисс (англ. David Anthony Andrew Amess; /ˈeɪmɪs/ Шаблон:Respell; 26 марта 1952, Пластоу, Англия — 15 октября 2021, Ли-он-Си, Англия) — британский политик, член парламента от Консервативной партии (1983—2021).

## Биография
Родился в Эссексе в семье электрика и портнихи. Изучал экономику и государственное управление в Университете Борнмут, затем непродолжительное время работал школьным учителем, консультантом по набору персонала и андеррайтером. В 1983 году избран членом парламента от округа Базилдон. С 1997 года избирался в парламент от округа Саутэнд-Уэст. В течение 10 лет был личным парламентским секретарём Майкла Портилло.
По вероисповеданию — католик. Придерживался социально-консервативных политических взглядов. Будучи членом парламента поддерживал законопроекты о защите животных, в частности, в 2004 году проголосовал за законопроект о запрете охоты на лис. Участвовал в кампании за увековечивание памяти о Рауле Валленберге и выступал в поддержку больных эндометриозом. Поддержал Брексит и являлся сторонником возвращения смертной казни.
Был женат с 1983 года на Джулии Арнольд, отец сына и четырёх дочерей, в том числе актрисы Кейти Эймисс.
15 октября 2021 года был убит во время встречи с избирателями в церкви в городе Ли-он-Си. Молодой человек сомалийского происхождения нанёс ему множественные ножевые ранения, от которых парламентарий скончался на месте. Полиция заявила, что убийство может быть мотивировано исламистскими идеями. Обвинения в убийстве и подготовке терактов были предъявлены 25-летнему Харби Али Куллане — сыну бывшего советника премьер-министра Сомали.